# Morning Post

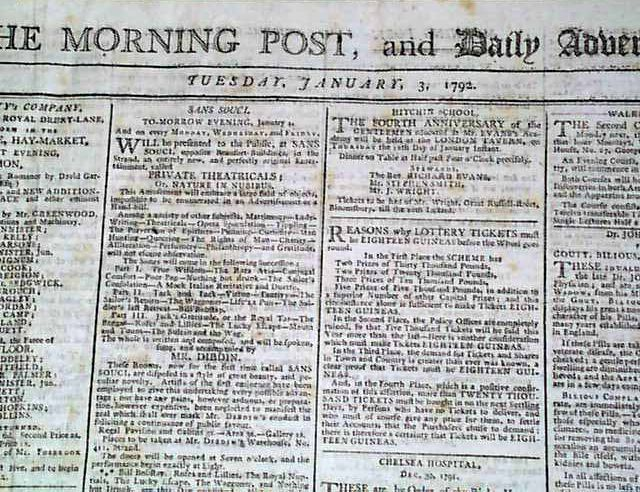
Morning Post

O Morning Post foi um jornal diário conservador britânico publicado entre 1772 e 1937, em Londres, quando foi adquirido pelo The Daily Telegraph. Foi criado por John Bell.